# Zapponeta
Zapponeta é uma comuna italiana da região da Puglia, província de Foggia, com cerca de 3.013 habitantes. Estende-se por uma área de 40 km², tendo uma densidade populacional de 75 hab/km². Faz fronteira com Cerignola, Manfredonia, Margherita di Savoia, Trinitapoli.

## Demografia
| Variação demográfica do município entre 1861 e 2011                               |
|                                                                                   |
| Fonte: Istituto Nazionale di Statistica (ISTAT) - Elaboração gráfica da Wikipedia |